# Svenska Ungdomscupen
Svenska Ungdomscupen (SUC) är en kanottävling som första gången arrangerades 1987. Det är en så kallad slätvattenstävling, tillkommen på initiativ av bland andra Kungälvs KK och KK Bris i Varberg. Cupen är enkel som tävlingsform och lämplig för unga kanotister.
Svenska Ungdomscupen har vunnit stor anslutning och engagerar huvuddelen av de ungdomar som tävlar i kajak.
Cupen omfattar 13 klasser från 11 till 16 år, med olika klasser för flickor och pojkar. Den som är under 11 år kan delta i den lägsta klassen. Loppen varierar i längd från 200 meter till "maraton", som i lägsta klassen omfattar 3 000 meter.
I Svenska Ungdomsledarcupen (SULC) tävlar klubbarnas ungdomsledare mot varandra.